# Eupogonius albofasciatus
Eupogonius albofasciatus es una especie de escarabajo longicornio del género Eupogonius, tribu Desmiphorini, subfamilia Lamiinae. Fue descrita científicamente por Wappes & Santos-Silva en 2020.

## Descripción
Mide 6,95 milímetros de longitud.

## Distribución
Se distribuye por México.